# Rosamunde Pilcher
Rosamunde Pilcher [ˈɹəʊzəmʊnd ˈpʰɪɫtʃʰə] (anhörenⓘ) OBE (geborene Scott; * 22. September 1924 in Lelant, Cornwall, England; † 6. Februar 2019 in Longforgan, Perth and Kinross, Schottland) war eine britische Schriftstellerin. Bis 1965 erschienen ihre Werke zum Teil unter dem Pseudonym Jane Fraser.

## Leben
Die Tochter eines Marineoffiziers wuchs bei ihrer Mutter in England auf, während ihr Vater in Burma diente. Sie schrieb ab ihrem 15. Lebensjahr.
Nach dem Schulabschluss diente sie ab 1942 während des Zweiten Weltkriegs im freiwilligen Dienst des Women’s Royal Naval Service. Daneben arbeitete sie als Sekretärin im Außenministerium. 1943 bis Kriegsende wurde sie nach Indien berufen.
Im Jahr 1946 heiratete Rosamunde Scott den schottischen Textilunternehmer Graham Pilcher (1916–2009) und zog mit ihm nach Longforgan bei Dundee in Schottland. Als Hausfrau und Mutter von vier Kindern (darunter der Schriftsteller Robin Pilcher), begann sie Ende der 1940er Jahre, unter dem Pseudonym Jane Fraser Kurzgeschichten und Liebesgeschichten für Frauenmagazine zu schreiben – nach eigener Angabe dabei am Küchentisch sitzend, weil es im Haus keinen Platz für einen eigenen Schreibtisch gab. Die Kinder sahen sie niemals schreiben.
Erst 1987 kam ihr Durchbruch als kommerziell erfolgreiche Romanautorin mit der Familiensaga The Shell Seekers (ab 1990 als Die Muschelsucher in Deutschland über 1,7 Millionen Mal verkauft). Ihre über 60 Millionen weltweit verkauften Bücher machten sie zu einer der erfolgreichsten Autorinnen der Gegenwart. Im Jahr 2002 wurde Pilcher der Titel eines Officer of the Order of the British Empire verliehen. Im Juni 2012 hörte sie mit 87 Jahren aus Altersgründen mit dem Schreiben auf.
Am 6. Februar 2019 starb Rosamunde Pilcher im Alter von 94 Jahren an den Folgen eines Schlaganfalls nach einer Bronchitis.

## Rezeption
Pilcher verkaufte rund 65 Millionen Bücher und verdiente zu Lebzeiten rund 100 Millionen britische Pfund. Damit zählt sie zu den kommerziell erfolgreichsten Autorinnen der Gegenwart. Sie gilt als „Meisterin der Liebesschnulze“: Ihre der Trivialliteratur zugeordneten Liebesromane – häufig in der Kritik auch als „Kitsch“ bezeichnet – drehen sich zumeist um Liebesbeziehungen, Liebesleid und Freundschaften („Heile Welt“; „Happy End“) in der britischen Upperclass. Die Berliner Zeitung resümierte in einem Nachruf „Inzest, Erbschaftsstreitereien und wiederaufflackernde Liebesgeschichten bilden das Handlungsgerüst von einfach konstruierten Romanen, die unter der behutsamen Federführung von Rosamunde Pilcher stets von einfühlsamen Dialogen getragen wurden, mit denen sich ein von ganz anderen Alltagssorgen geplagtes Publikum mühelos identifizieren konnte.“ Die Emotionen der Charaktere und die Landschaften Englands, insbesondere ihrer Heimat Cornwall, sowie auch Schottlands sind ausgiebig beschrieben, hinzu kommen meist stark romantisierte Beschreibungen von Einrichtungen, Häusern oder Orten. Sie selbst sagte dazu: „Ja, in meinen Büchern ist ein gewisser Eskapismus drin, eine Flucht vor der Wirklichkeit. Aber es ist ja auch nicht so, dass unser Leben oder unser Job immer angenehm sind. Besonders Frauen führen oft ein Schattendasein, mit Kindererziehung und all dem. Da ist es doch manchmal schön, an die Hand genommen und in eine andere Welt oder anderes Leben geführt zu werden. Das Leben anderer Menschen ist immer faszinierend.“
Insbesondere im deutschsprachigen Raum wurden ihre Werke und Adaptionen (vgl. Verfilmungen) erfolgreich und führten zu einem Touristenboom in Cornwall und Devon im Südwesten Englands. So berichtete der Chef des Fremdenverkehrsamts Visit Cornwall Malcom Bell: „Dass Cornwall die Kulisse für die Filme stellt, ist das beste Marketing, das wir kriegen können“, die Hälfte aller ausländischen Gäste in der strukturschwachen Gegend sei deutschsprachig, was als „Rosamunde-Pilcher-Effekt“ bezeichnet wird. Etwa bis zu 350.000 Touristen aus Deutschland, Österreich und der Schweiz würden jährlich anreisen. Arno Frank resümierte in Spiegel Online: „Die Nachfrage des deutschen Publikums nach idyllischen Gesellschaften in idyllischen Landschaften, diese Verbindung aus milder Exotik und mildem Herzklopfen ist an sich schon ein eigenes Genre geworden.“ Auch wenn sie Vorlagen lieferte, „ist Pilcher für ihre Verschmonzettung hierzulande nicht verantwortlich zu machen“. Sie habe „im Seichten einen tieferen Sinn“ entdeckt. Zitiert wird Pilcher mit den Worten: „Als jemand, der den Krieg erlebt hat, bin ich zufrieden, meine kleine Rolle dabei gespielt zu haben, das hinter uns zu lassen.“
Öffentlich-rechtliche Sender wie das ZDF wurden in der Medienkritik auch mit Schlagworten wie Pilcherisierung oder Verpilcherung aufgrund einer angeblichen Verflachung und Verkitschung ihres Programms in der Hauptsendezeit bedacht. Diese abschätzigen Begriffe stünden seitdem als Referenz für Produktionen, in denen „ästhetisierte Landschaften“ als „Dekor“ für „eskapistische Liebesgeschichten“ stehen.
„Jedoch wäre es falsch“, schreibt Wolfgang Tischer vom literaturcafe.de in einem Nachruf auf die Autorin, „Pilcher als verschnulzte Liebesromanautorin abzutun, denn das war sie nicht. Ihre Geschichten waren zwar stets von einer Wärme durchzogen, doch es gab auch Tod und Unglück. Pilchers Geschichten haben Witz und wenig Adjektive. Die verpasste ihr erst später visuell das ZDF.“

## Auszeichnungen
- 1994 Berliner Bär (B.Z.-Kulturpreis)
- 1996 DIVA-Award
- 1997 Bambi

## Verfilmungen
- 1989: Die Muschelsucher (The Shell Seekers, Regie: Waris Hussein)
- seit 1993: Rosamunde Pilcher (Filmreihe) (ZDF-Herzkino-Reihe)

## Werke
als Jane Fraser
- 1949 Half-Way to the Moon
- 1951 The Brown Fields
- 1951 Dangerous Intruder
- 1952 Young Bar
- 1953 A Day Like Spring
- 1954 Dear Tom
- 1956 Bridge of Corvie
- 1958 A Family Affair
- 1963 A Long Way from Home
- 1963 The Keeper’s House

als Rosamunde Pilcher
- 1955 A Secret to Tell
- 1965 On My Own
- 1967 Sleeping Tiger
  - Schlafender Tiger, dt. von Christine Boness; Rowohlt, Reinbek bei Hamburg 1993, ISBN 3-499-12961-2.
- 1969 Another View
  - Lichterspiele, dt. von Margarete Längsfeld; Rowohlt, Reinbek 1991, ISBN 3-499-12973-6.
- 1971 The End of Summer
  - Ende eines Sommers, dt. von Claudia Preuschoft; Rowohlt, Reinbek 1994, ISBN 3-499-12971-X.
- 1972 Snow in April
  - Schneesturm im Frühling, dt. von Christiane Buchner; Rowohlt, Reinbek 1993, ISBN 3-499-12998-1.
- 1973 The Empty House
  - Sommer am Meer, dt. von Margarete Längsfeld; Rowohlt, Reinbek 1992, ISBN 3-499-12962-0.
- 1975 The Day of the Storm
  - Stürmische Begegnung, dt. von Jürgen Abel; Rowohlt, Reinbek 1992, ISBN 3-499-12960-4.
- 1977 Under Gemini
  - Wechselspiel der Liebe, dt. von Dietlind Kaiser; Rowohlt, Reinbek 1992, ISBN 3-499-12999-X.
- 1979 Wild Mountain Thyme
  - Wilder Thymian, dt. von Ingrid Altrichter; Wunderlich, Reinbek 1993, ISBN 3-8052-0543-0. (Platz 1 der Spiegel-Bestsellerliste vom 10. bis zum 16. Januar 1994)
- 1982 The Carousel
  - Karussell des Lebens, dt. von Jürgen Abel; Rowohlt, Reinbek 1991, ISBN 3-499-12972-8.
- 1984 Voices in Summer
  - Wolken am Horizont, dt. von Dietlind Kaiser; Rowohlt, Reinbek 1995, ISBN 3-499-12937-X.
- 1987 The Shell Seekers
  - Die Muschelsucher, dt. von Jürgen Abel; Wunderlich, Reinbek 1990, ISBN 3-8052-0471-X. (Platz 1 der Spiegel-Bestsellerliste vom 10. Februar bis zum 28. März 1992)
- 1990 September
  - September, dt. von Alfred Hans; Wunderlich, Reinbek 1991, ISBN 3-8052-0511-2. (Hardcover: Platz 1 der Spiegel-Bestsellerliste vom 29. April bis zum 20. Oktober 1991)
- 1995 Coming Home
  - Heimkehr, dt. von Ingrid Altrichter, Helmut Mennicken und Maria Mill; Wunderlich, Reinbek 1995, ISBN 3-8052-0559-7.
- 2000 Winter Solstice
  - Wintersonne, dt. von Ursula Grawe; Wunderlich, Reinbek 2000, ISBN 3-8052-0684-4.

Kurzgeschichten
- 1985 The Blue Bedroom and Other Stories
  - Das blaue Zimmer: Erzählungen, dt. von Margarete Längsfeld und Ingrid Altrichter; Wunderlich, Reinbek 1994, ISBN 3-8052-0538-4.
- 1991 Flowers in the Rain: And Other Stories
  - Blumen im Regen: Erzählungen, dt. von Dorothee Asendorf; Wunderlich, Reinbek 1992, ISBN 3-8052-0537-6.
- 1996 The Key
- 2021 A Place Like Home
  - Ankommen: Erzählungen, dt. von Ulrike Thiesmeyer; Wunderlich, Hamburg 2021, ISBN 978-3-8052-0088-2.

Sachbücher
- 1995 The World of Rosamunde Pilcher (autobiography)
  - Die Welt der Rosamunde Pilcher, hrsg. von Siv Bublitz; Rowohlt, Reinbek 1996, ISBN 3-499-13979-0.
- 1997 Christmas with Rosamunde Pilcher
  - Weihnachten mit Rosamunde Pilcher, dt. von Siv Bublitz; Wunderlich, Reinbek 1997, ISBN 3-8052-0622-4.
- 2007 Pilcher Family Album (mit Fotos von Oliver Pilcher)
  - Familienalbum, dt. von Anja Malich; Wunderlich, Reinbek 2007, ISBN 978-3-8052-0830-7. (literarische Porträts all ihrer Kinder, Enkel und Urenkel)
- 2010 Two Mothers
  - Meine beiden Mütter, dt. von Mechthild Sandberg-Ciiletti; Wunderlich, Reinbek 2010, ISBN 978-3-8052-5011-5.

## Dokumentationen im TV
- Rosamunde Pilchers Cornwall – ZDF-Dokumentation (2008) – Erstausstrahlung am 31. Mai 2009
- Rosamunde Pilchers Schottland – ZDF-Dokumentation (2008) – Erstausstrahlung am 1. Juni 2009
- Cornwall – Das echte Land der Rosamunde Pilcher – ZDF-Dokumentation (2020) – Erstausstrahlung am 13. April 2020

## Trivia
2004 besuchte Rosamunde Pilcher ihre Großnichte Marissa auf Schloss Rheda. Marissa ist die Ehefrau von Maximilian zu Bentheim-Tecklenburg. Damals wurde eine Rose im Schlosspark nach ihr benannt.